# Municipio 8 (condado de Rooks)
El municipio 8 (en inglés: Township 8) es un municipio ubicado en el condado de Rooks en el estado estadounidense de Kansas. En el año 2010 tenía una población de 341 habitantes y una densidad poblacional de 3,65 personas por km².

## Geografía
El municipio 8 se encuentra ubicado en las coordenadas 39°15′36″N 99°33′18″O / 39.26000, -99.55500. Según la Oficina del Censo de los Estados Unidos, el municipio tiene una superficie total de 93.55 km², de la cual 93.47 km² corresponden a tierra firme y (0.09%) 0.08 km² es agua.

## Demografía
Según el censo de 2010, había 341 personas residiendo en el municipio 8. La densidad de población era de 3,65 hab./km². De los 341 habitantes del municipio 8, el 95.01% eran blancos, el 2.64% eran afroamericanos, el 0.59% eran amerindios, el 0.29% eran isleños del Pacífico, el 0.29% eran de otras razas y el 1.17% pertenecían a dos o más razas. Del total de la población el 4.11% eran hispanos o latinos de cualquier raza.